# НИИ физиологии и фундаментальной медицины
Федеральное государственное бюджетное научное учреждение «Научно-исследовательский институт физиологии и фундаментальной медицины» (НИИФФМ) — учреждение, ведущее фундаментальную научно-исследовательскую и прикладную научно-клиническую деятельность.

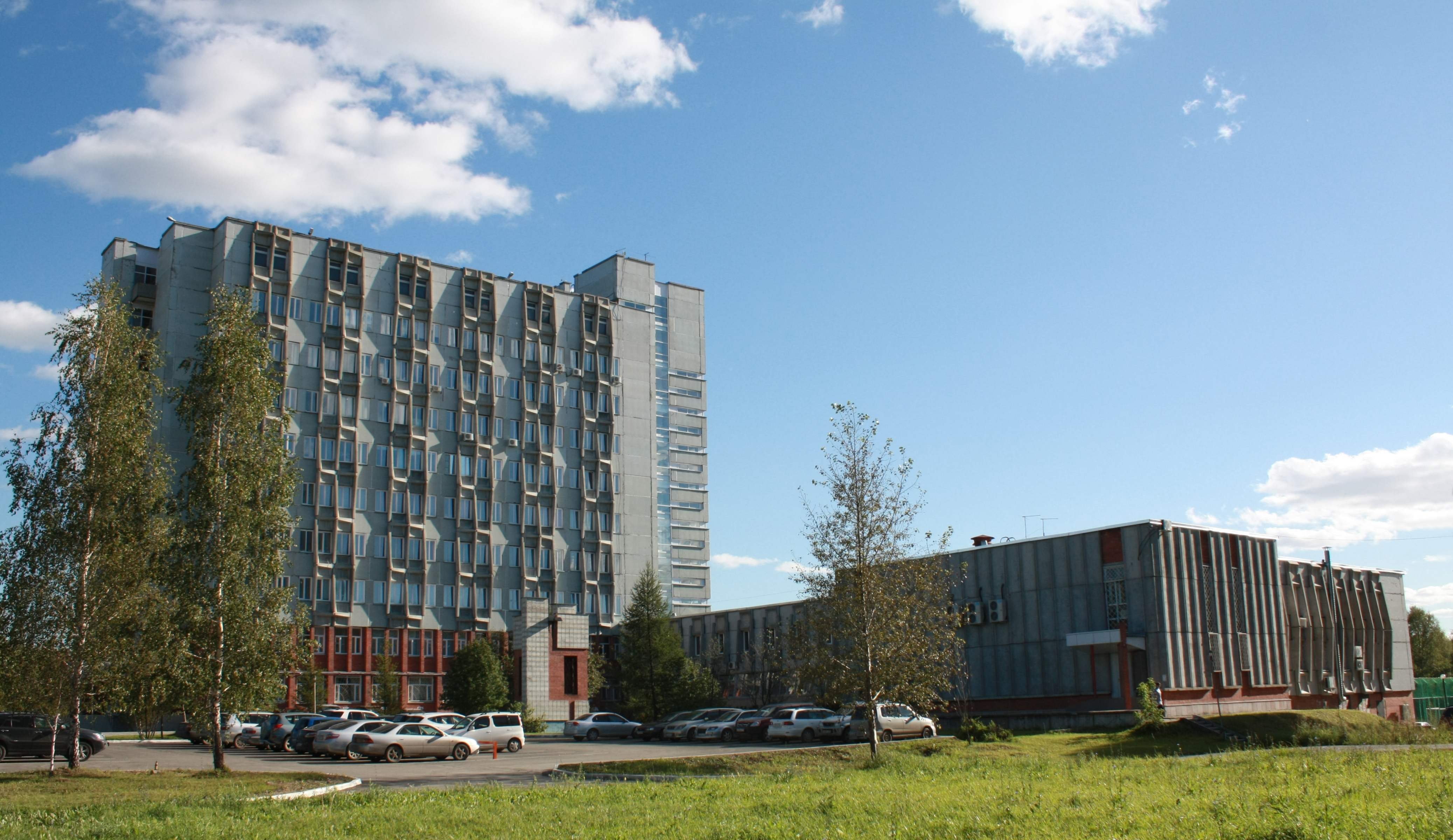
Федеральное государственное бюджетное научное учреждение «Научно-исследовательский институт физиологии и фундаментальной медицины»

## Основные направления научно-исследовательской деятельности
В соответствии с Постановлением Президиума РАМН № 91 от 20 марта 2013 года, были установлены следующие направления деятельности Института:
- изучение психофизиологических, нейрохимических и молекулярно-генетических основ интегративных функций мозга, поведения и нейровисцеральных взаимоотношений в норме, при психических, поведенческих и психосоматических расстройствах, а также нейродегенеративных заболеваниях;
- изучение динамики функционального состояния организма при воздействии субэкстремальных и экстремальных факторов в норме и патологии;
- изучение клеточных и молекулярно-генетических механизмов регуляции физиологических функций в норме и патологии;
- разработка новых методов профилактики, диагностики, коррекции и прогноза течения основных социально значимых заболеваний на основе персонифицированного подхода и клеточных биотехнологий;
- исследование интегративных основ деятельности головного мозга в норме и при патологии;
- разработка технологий оптимизации механизмов адаптивного управления организма человека в экстремальных условиях;
- совершенствование и разработка новых технологий диагностики, лечения, реабилитации болезней детского возраста.

## История
Официальной датой создания Института считают 22 апреля 1967 года. Однако его истоки восходят к 1957 году, когда был создан «Институт экспериментальной биологии и медицины» СО АН СССР. В 1963 году 8 лабораторий этого института вошли в состав самостоятельного отдела «Института цитологии и генетики» СО АН СССР. В 1967 году распоряжением Совета министров РСФСР этот отдел (имевший собственный Учёный совет) был преобразован в «Институт физиологии» Сибирского отделения АН СССР. В 1973 году основным профилем исследований Института являлось исследование механизмов адаптации человека к среде обитания, в связи с чем он был передан в состав СФ АМН СССР.
Указом Президента РФ № 5 от 4 января 1992 года Академия медицинских наук СССР была переименована в Российскую академию медицинских наук (РАМН). Поскольку собственником СО РАМН выступают государственные органы, Постановлением Президиума РАМН № 142 от 4 июня 2003 года это учреждение было переименовано в Государственное учреждение Сибирское отделение Российской академии медицинских наук (ГУ СО РАМН), а с 2012 года стало называться Федеральным государственным бюджетным учреждением (ФГБУ СО РАМН).
22 марта 2013 года в связи с необходимостью отражения новых направлений работы Института и подчёркивания наличия собственной клиники «Институт физиологии» был переименован в «Институт физиологии и фундаментальной медицины» (ФГБУ «НИИ ФФМ» СО РАМН)
В 2013 г. Институт переименован в Федеральное государственное бюджетное научное учреждение «Научно-исследовательский институт физиологии и фундаментальной медицины» (НИИФФМ) и передан в ведение Федерального агентства научных организаций (ФАНО России).

### Руководство
- 1967—1973 гг — д. м. н. Слоним А. Д.
- 1973—1977 гг — член-корр. АМН СССР Собакин М. А.
- 1977—1988 гг — академик АМН СССР Матюхин В. А.
- 1988—1990 гг — член-корр. АМН СССР Виноградов В. В.
- 1990—1992 гг — к. м. н. Афтанас Л. И.
- 1992—2012 гг — академик РАМН, д. м. н. [www.famous-scientists.ru/1640/ Труфакин В. А.]
- с 2012 г — академик РАМН, д. м. н. Афтанас Л. И.

### Результаты работы и достижения
- Напечатано 40 научных сборников и 90 монографий, публикации сотрудников представлены как в российских, так и в международных журналах.
- Создано более 30 изобретений.
- Подготовлено 3 академика РАМН, 4 член-корреспондента РАМН, 215 кандидатов наук и 50 докторов наук.
- В Институте работает более 200 человек, из них 100 — научные сотрудники, в том числе 24 доктора наук (среди них 3 академика РАМН, 10 профессоров), 37 кандидатов наук.
- Институтом организовано и проведено 7 Съездов физиологов Сибири и Дальнего Востока, более 30 Всесоюзных и Всероссийских конференций, совещаний и симпозиумов. Институт активно участвует и в международных научных конференциях[3].

## Структура учреждения
В состав Института входят дирекция, учёный совет, совет молодых учёных, научные подразделения и клиника.

### Дирекция
- директор: академик РАН и РАМН д. м. н. [www.famous-scientists.ru/91/ Любомир Иванович Афтанас];
- научный руководитель: академик РАН и РАМН д. м. н. [www.famous-scientists.ru/1640/ Валерий Алексеевич Труфакин];
- заместитель директора по научной и клинической работе: д. м. н. Константин Васильевич Даниленко;
- заместитель директора по экономическим вопросам: Олег Владимирович Елисеев;
- учёный секретарь: к. б. н. Валентина Владимировна Гультяева;
- заместитель директора по общим вопросам: Валерий Прокофьевич Байдужа.

### Учёный совет
Учёный совет занимается решением стратегически важных вопросов, касающихся деятельности Института. Принятие какого-либо решения происходит путём голосования после проведения открытого заседания Учёного совета, посвящённого данной проблеме. Заседания Учёного совета могут посещать все сотрудники Института. Членами Учёного совета являются:
- заведующий лабораторией психофизиологии, акад. РАМН, д. м. н. [www.famous-scientists.ru/91/ Любомир Иванович Афтанас];
- заведующий лабораторией функциональной морфологии и патофизиологии, к. б. н. Ирина Ивановна Бузуева;
- заведующий лабораторией физиологии когнитивной деятельности, проф., д. б. н. Нина Валерьевна Вольф;
- главный научный сотрудник лаборатории механизмов нейрохимической модуляции, д. м. н. Елизавета Лазаревна Альперина.

### Совет молодых учёных
Совет молодых учёных основан в 2009 году. Совет представляет интересы молодых учёных Института, оказывает содействие в сохранении и полном раскрытии научного потенциала, координирует совместную работу научной молодёжи, выполняет информационную функцию, организует конкурсы научных работ и конференции среди молодых учёных и аспирантов. Одной из важных задач Совета также является создание и поддержка командного духа всех сотрудников Института.
Председателем Совета молодых учёных «НИИ ФФМ» СО РАМН является научный сотрудник лаборатории психофизиологии Владимир Викторович Коренёк.

### Научные подразделения
Задачей научных подразделений Института является проведение фундаментальных и прикладных научных исследований. Функционирует 14 Научных подразделений, имеющих следующие основные темы научных исследований:
- лаборатория психофизиологии: индивидуальная вариабельность мозговых механизмов эмоций и психо-нейро-соматических взаимодействий у человека в норме и при аффективной патологии
- лаборатория экспериментальных моделей патологии эмоций: генетические и нейрофизиологические механизмы психонейроэндокринных нарушений
- лаборатория механизмов регуляции памяти: исследование психофизиологических и нейрохимических механизмов процессов внимания, памяти, обработки информации с учётом индивидуальной вариативности функционирования мотивационных систем положительного и отрицательного эмоционального подкрепления и поведенческого статуса
- лаборатория физиологии когнитивной деятельности: нейрофизиологические основы половых и возрастных различий в полушарной организации дивергентного творческого мышления
- лаборатория механизмов нейрохимической модуляции: изучение связи мозга, психики, психоэмоционального напряжения с функционированием иммунной системы и вклада в этот процесс нейромедиаторных систем мозга и их рецепторных механизмов
- лаборатория регуляции адаптационных процессов: расшифровка механизмов сопряжения центрального и периферического звеньев регуляции приспособления организма к действию стрессирующих раздражителей, эффекты нарушения синтеза оксида азота метиларгининами
- лаборатория функциональных резервов организма: изучение функциональных состояний человека, изменяющихся под влиянием различных экстремальных факторов, стресса, адаптации, а также связанных со снижением функциональных резервов организма, роль биотропных метеофакторов в детерминации обострений сердечно-сосудистых заболеваний в условиях резко континентального климата Сибири, коррекция функций кардиореспираторной системы, психо-физиологические аспекты функциональных резервов организма в норме и при пограничных состояниях и разработка методов для их повышения
- лаборатория физиологии дыхания: механизмы изменения энергетических процессов в зависимости от внешнего дыхания в норме и при хронической дыхательной недостаточности
- лаборатория термофизиологии: нейрогеномные механизмы взаимодействия терморегуляторной и иммунной систем, выявление регулирующей роли температурного афферентного сигнала в поддержании температурного гомеостаза и иммуногенеза при температурных воздействиях
- лаборатория хронофизиологии: изучение хронобиологических закономерностей нейроэндокринной и цитокиновой регуляции гистофизиологических параметров иммунной системы в норме, при нарушениях суточных биоритмов, липидного и углеводного метаболизма, стрессовых воздействиях и при иммунопатологии
- лаборатория нейрогуморальной регуляции: изучение эфферентной функции первичных афферентных нейронов
- лаборатория клеточной физиологии и биохимии: клеточные и молекулярные механизмы функционирования протеаз и их ингибиторов в норме и при воспалительных и опухолевых процессах
- группа развития индивидуальности и приспособления детей и подростков: индивидуальные и психосоциальные факторы благополучного развития и психического здоровья детей и подростков
- группа когнитивной нейролингвистики: процессы головного мозга, связанные с восприятием и обработкой речи и языка

### Клиника
Клиника основана в 1994 году как научное подразделение Института. В структуру клиники входят:
- консультативно-диагностическое отделение
- психотерапевтическое отделение
- отделение МРТ (лаборатория научно-клинической МРТ)
- лаборатория клинической нейрофизиологии
- центр медицины сна и клинической хронобиологии
- кардиологическое отделение
- гастроэнтерологическое отделение
- педиатрическое отделение «Ласка»

Основной профиль клиники: лечение соматических и психосоматических заболеваний дыхательной, сердечно-сосудистой и пищеварительной систем. Используемые в клинике методы позволяют осуществить комплексный подход к терапии ряда распространённых патологий:
- артериальная гипертензия;
- нейроциркулярная дистония;
- ишемическая болезнь сердца;
- язвенная болезнь желудка;
- болезнь Крона;
- бронхиальная астма;
- головные боли напряжения;
- депрессивные и тревожные расстройствах

## Подготовка кадров
Институт за счёт средств федерального бюджета ведёт ежегодный набор на конкурсной основе для обучения в аспирантуре и ординатуре. Помимо бюджетных мест, существует возможность обучения и на договорной основе. Обучение осуществляется как по очной, так и по заочной форме.
В институте также работает собственный Диссертационный совет по защите диссертаций на соискание учёной степени кандидата и доктора наук (Д 001.014.01).